# Опекунов, Виктор Семёнович
Виктор Семёнович Опекунов (род. 1 января 1944) — государственный деятель, депутат Государственной думы третьего и четвёртого созывов.

## Биография
С 1998 года и по январь 2000 года Опекунов работал первым заместителем губернатора Тверской области В.И. Платова по экономике. Участвовал в губернаторских выборах 1999 года, где занял шестое место с 29 тыс. голосов.
Награждён в 2005 году орденом Дружбы.

### Депутат госдумы
В декабре 1999 года избран депутатом Государственной Думы РФ третьего созыва, заместитель председателя Комитета ГД по собственности.
В декабре 2003 года избран депутатом Государственной Думы четвёртого созыва. В Госдуме вошёл в состав фракции «Единая Россия». Являлся Членом Комитета ГД по энергетике, транспорту и связи, председателем подкомитета по атомной энергии.